# Chuck Berry
Charles Edward Anderson „Chuck“ Berry (18. října 1926, St. Louis, Missouri, USA – 18. března 2017, Wentzville, Missouri, USA) byl americký kytarista, zpěvák a skladatel, jeden z předních průkopníků rock and rollu. S písněmi „Maybellene“ (1955), „Roll Over Beethoven“ (1956), „Rock and Roll Music“ (1957) a „Johnny B. Goode“ (1958) rozvíjel z rhythm and blues hlavní prvky rock and rollu s texty zaměřenými na dospívající lidi, s kytarovými sóly, která měla velký vliv na pozdější rozvoj rockové hudby.
Počátkem roku 1953 se nechal ovlivnit kytarovou technikou bluesového kytaristy T-Bone Walkera a ve večerních hodinách hrál se skupinou Johnnie Johnson Trio. Zlom přišel v květnu 1955, kdy Berry odcestoval do Chicaga, kde se setkal s Muddy Watersem. Ten mu zařídil nahrávací smlouvu u Leonarda Chesse z Chess Records. S ním natočil skladbu „Maybellene“ – adaptaci na lidovou píseň „Ida Red“. Singlu se prodalo více než milion kopií a dostala se na první místo v žebříčku Billboardu v sekci Rhythm and Blues. Do konce padesátých let měl Berry ještě několik hitů a objevil se v několika televizních pořadech. Založil také svůj vlastní klub nazvaný Berry's Club Bandstand. V lednu 1962 nastal další zlom v jeho kariéře. Byl odsouzen k třem letům vězení za nelegální převoz čtrnáctileté dívky přes hranice, údajně s úmyslem ji pohlavně zneužít. Po propuštění roku 1963 následoval útlum jeho úspěchů.
V roce 1985 byl uveden do Blues Hall of Fame a následující rok byl jedním z prvních hudebníků, kteří byli uvedeni do Rock and Roll Hall of Fame, k Berrymu bylo uvedeno, že do rock and rollu přispěl nejen zvukem, ale i postojem. Berry byl vyhlášen časopisem Rolling Stone jako šestý nejlepší kytarista všech dob v žebříčku 100 nejlepších kytaristů všech dob z roku 2003 (ve stejném žebříčku z roku 2011 se umístil na osmé příčce), v žebříčku 100 nejlepších zpěváků všech dob se umístil na 41. pozici a v žebříčku Rolling Stone – 100 největších umělců všech dob na pátém místě. Tři z jeho písní („Johnny B. Goode“, „Maybellene“ a „Rock and Roll Music“) jsou v žebříčku 500 Songs that Shaped Rock and Roll (500 písní, které formovaly rock and roll).

## Počátky (1926–1954)
Narodil se v St. Louis ve státě Missouri jako čtvrté z šesti dětí. Vyrůstal v severní části St. Louis, často přezdívané „The Ville“, kde žilo mnoho lidí ze střední vrstvy té doby. Jeho otec Henry pracoval pro blízkou baptistickou církev. Jeho matka Martha byla ředitelkou školy. Skutečnost, že žil v rodině střední vrstvy, mu umožnila věnovat se svému zájmu, hudbě, již od útlého věku. Jeho první veřejné vystoupení proběhlo ještě když studoval na střední škole Sumner. Jen o tři roky později, v roce 1944, kdy stále ještě chodil na Sumner, byl zatčen a odsouzen za ozbrojené loupeže. Vyloupil tři obchody v Kansas City a s přáteli odcizil auto. Ve své autobiografii řekl, že se jeho auto rozbilo a on byl poté donucen si ukrást jiné. Zastavil projíždějící auto a zamířil na jeho řidiče nefunkční pistoli. Byl poslán do Intermediate Reformatory for Young Men v Algoa poblíž Jefferson City (Missouri). Byl zde členem pěveckého sboru.
V den svých 21. narozenin v roce 1947 byl propuštěn z vězení. 28. října 1948 se oženil s Themettou Suggs. Dne 3. října 1950 se jim narodila dcera Darlin Ingrid Berry. Berry v té době pracoval jako dělník ve dvou automobilových továrnách a jako správce domu, kde s rodinou bydlel. Vydělával dostatečné množství peněz, aby si v roce 1950 koupil malý třípokojový domek s vanou na Whittier Street. Dům je v současné době zapsán Národním registru historických budov jako Chuck Berry House.
Počátkem padesátých let začal spolupracovat s lokálními skupinami v místních barech, což byl další zdroj příjmů pro jeho rodinu. Již od útlého věku hrál blues a používal kytarové riffy a různé netradiční pohyby inspirované T-Bone Walkerem. Dostal několik kytarových lekcí od Ira Harrise, který položil základ pro jeho kytarový styl. Počátkem roku 1953 Berry začal hrát s triem klavíristy Johnnie Johnsona, s tím spolupracoval i v pozdější době. Skupina hrála pomalé písně a blues, nejpopulárnější žánr mezi bělochy bylo country.

## První úspěchy (1955–1962)

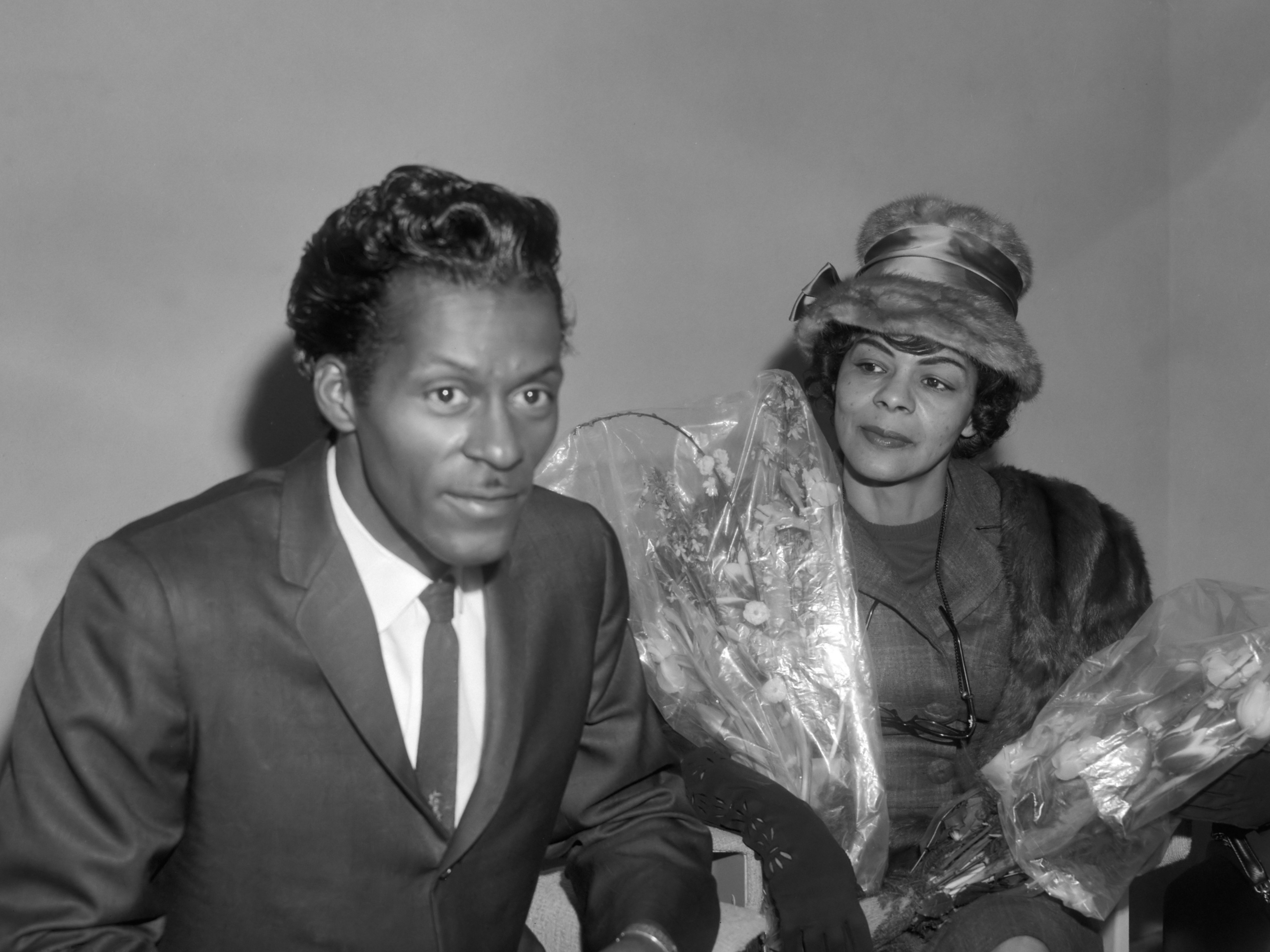
Chuck Berry a jeho sestra Lucy Ann (1965)

V květnu 1955 Berry odcestoval do Chicaga, kde se setkal s Muddy Watersem. Ten mu zařídil setkání s Leonardem Chessem z Chess Records, aby spolu projednali nahrávací smlouvu. Berry Chessovi představil svůj bluesový materiál v domnění, že ho tím osloví. Jeho pozornost však přijal až svou adaptací na country píseň „Ida Red“. Berry svou píseň nazval Maybellene a nahrál ji dne 21. května 1955. Původní sestava při nahrávání byla: Johnnie Johnson na klavír, Jerome Green (ze skupiny Bo Diddleyho) na rumba koule, Jasper Thomas na bicí a Willie Dixon na kontrabas. Písně „Maybellene“ se prodalo více než milion kopií a stala se hitem číslo jedna v rhythm and bluesovém žebříčku Billboardu.
Koncem června 1956 se jeho píseň „Roll Over Beethoven“ dostala na 29. příčku Billboard Top 100 a Berry se stal jedním z „Top Acts of '56“.

## Vězení a útlum (po roce 1962)
V lednu 1962 nastal druhý zlom v jeho kariéře. Byl odsouzen k třem letům vězení za nelegální převoz čtrnáctileté dívky přes hranice, údajně s úmyslem ji pohlavně zneužít.
Po propuštění v roce 1963 měl několik dalších hitů, včetně skladeb „No Particular Place to Go“, „You Never Can Tell“ a „Nadine“, ale žádná z písní nedosáhla takového úspěchu, jaký měly jeho písně z padesátých let. V sedmdesátých letech hrál povětšinou staré písně a byl vyhledáván jako nostalgický umělec, hrající své hity se skupinami různých kvalit. V roce 1979 strávil několik měsíců ve vězení a byl donucen vykonávat veřejné práce kvůli daňovým únikům.

## Přínos populární hudbě
Vliv Chucka Berryho na vývoj rock and rollu je velmi významný. Jeho novátorství je i ve způsobu hry na kytaru. Krátké, rychlé, po sobě následující kytarové riffy, které při hře používal, změnily do té doby platné zákonitosti hudební rytmiky. Berry je hudebně velmi kompetentní zpěvák, který díky srozumitelnému přednesu dokázal prostřednictvím textů maximálně ovlivnit na posluchače. Mnohé z jeho skladeb se staly ve své době hymnami mladých. Jako první ve svých textech oslovil náctileté a co bylo hlavní, oslovil je jazykem, který používali a zpíval o jejich problémech. Do textů zavedl taková slova jako auto, dívka, škola, žárlivost apod.
John Lennon to vyjádřil velmi jednoduše: „Když chcete definovat rock and roll jedním jménem, bude to nejpravděpodobněji – Chuck Berry“. Z pohledu vývoje moderní populární hudby ho můžeme považovat za pilíř jakými jsou Bob Dylan a Beatles. Velká většina významných hudebníků, kteří přišli po něm, se od něj učili a pokoušeli se ho napodobit.

## Ocenění

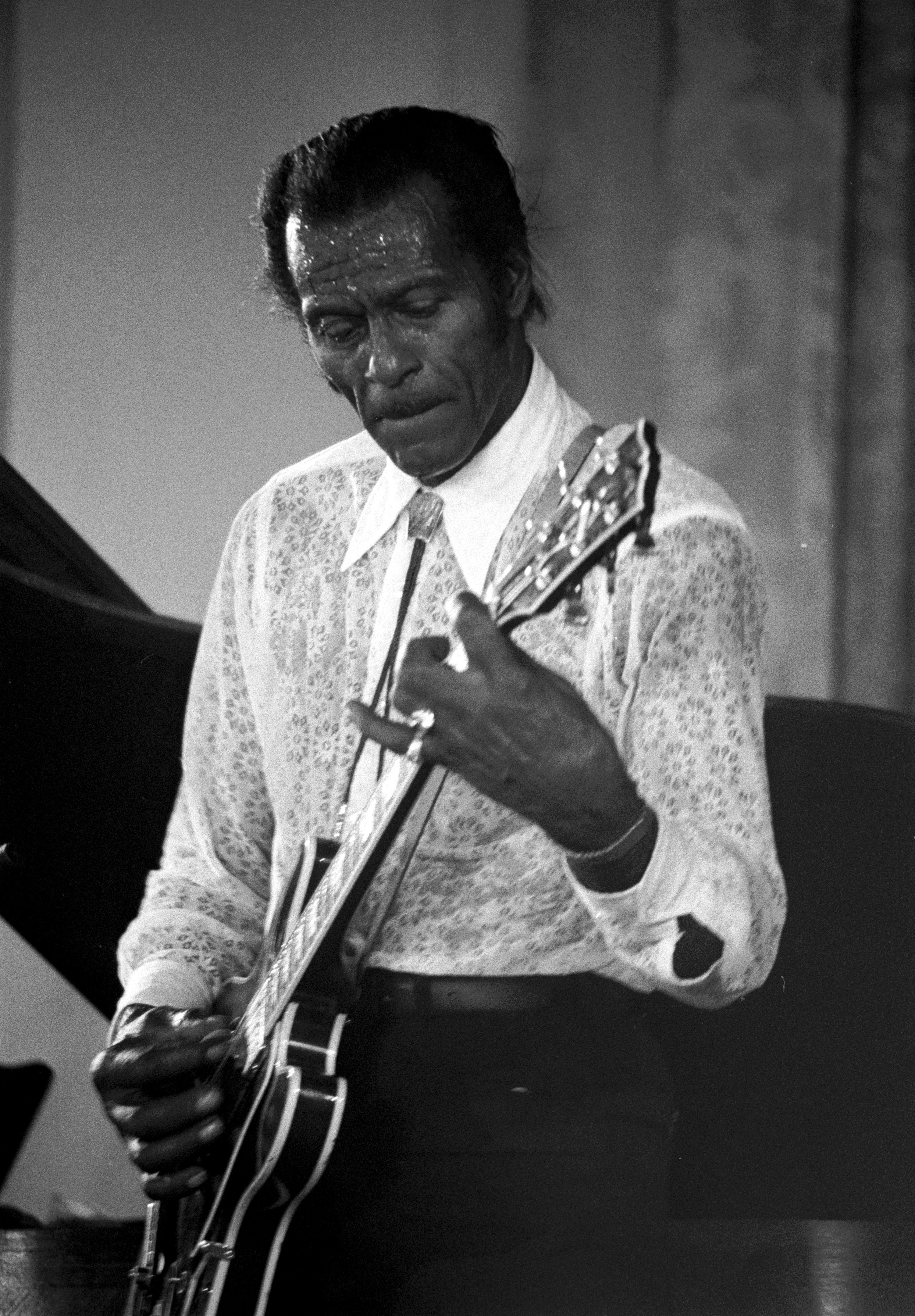
Berry v The Casino Deauville, Francie, 13. července 1987

- V roce 1977 byla nahrávka "Johnny B. Goode" umístěna na Zlatou desku k vesmírné sondě Voyager 1, jako poselství cizím civilizacím.
- Na zvláštní žádost prezidenta Jimmyho Cartera Berry 7. června 1979 vystoupil v Bílém domě.
- 26. února 1985 byla Berrymu udělena cena Grammy Za celoživotní dílo.
- 23. ledna 1986 byli Chuck Berry, Elvis Presley a Fats Domino jako první umělci uvedení do rock'n'rollové síně slávy. Od tohoto data se každoročně v polovině ledna, rock'n'rollová síň slávy rozrůstá o další hudební legendy.
- Skladba Maybellene byla 2. března 1988 při 30. ročníku udělování cen Grammy uvedeny do dvorany slávy Národní akademie hudebního umění a věd.
- V listopadu 1988 společnost MCA vydala antologii historických nahrávek Berryho, které připravil v letech 1955–1973 pro značku Chess.
- Berry se v červnu 1988 dostal do první desítky umělců zvěčněných na Chodníku slávy v St. Louis.
- Při příležitosti 32. ročníku udělování cen Grammy byla 21. února 1990 skladba Roll Over Beethoven zařazena do Dvorany slávy NARAS. Album  Chuck Berry – The Chess Box v produkci Andyho McKaiea bylo vyhodnoceno jako nejlepší historické album.
- V roce 2003 významný hudební časopis Rolling Stone vyhlásil 100 nejlepších kytaristů všech dob. Berry se umístil na šestém místě.
- Jeho výběrové album The Great Twenty-Eight obsadilo 21. místo v seznamu 500 nejlepších alb všech dob.
- V roce 2004 časopis Rolling Stone vyhlásil 500 nejlepších skladeb všech dob. Do uvedeného seznamu se dostalo šest Berryho skladeb a to na následujících místech: „Johnny B. Goode“ (# 7), „Maybellene“ (# 18), „Roll Over Beethoven“ (# 97), „Rock and Roll Music“ (# 128), „Sweet Little Sixteen“ (# 272) a „Brown Eyed Handsome Man“ (# 374).
- Také v roce 2004 hudební odborníci přidělili Berrymu 5. místo v žebříčku 100 největších umělců všech dob.

## Diskografie

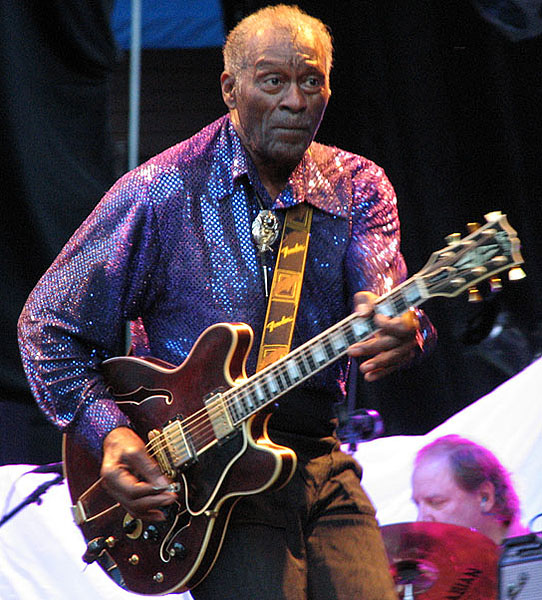
Chuck Berry v Örebro, Švédsko 18. července 2007

### Studiová alba
- Rock, Rock, Rock (1956) – s The Moonglows a The Flamingos
- After School Session (1957)
- One Dozen Berrys (1958)
- Chuck Berry Is on Top (1959)
- Rockin' at the Hops (1960)
- New Juke Box Hits (1961)
- Two Great Guitars (1964) – s Bo Diddleyem
- St. Louis to Liverpool (1964)
- Chuck Berry in London (1965)
- Fresh Berry's (1965)
- Chuck Berry's Golden Hits (1967)
- Chuck Berry in Memphis (1967)
- From St. Louie to Frisco (1968)
- Concerto in B. Goode (1969)
- Back Home (1970)
- San Francisco Dues (1971)
- The London Chuck Berry Sessions (1972)
- Bio (1973)
- Chuck Berry (1975)
- Rock It (1979)